# Trabrennbahn Bahrenfeld

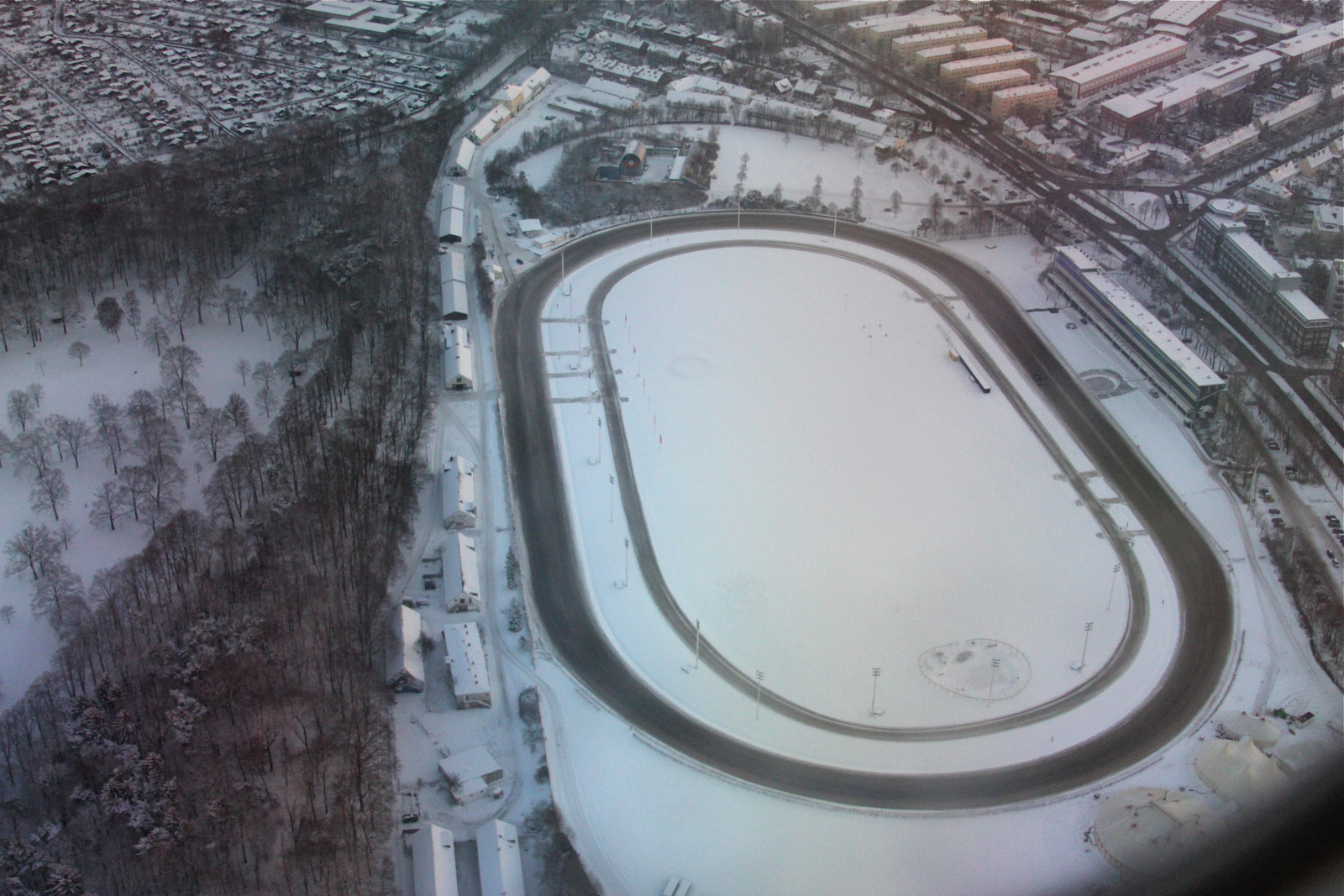
Die Rennbahn im Winter 2010

Die Trabrennbahn Bahrenfeld ist eine traditionsreiche Sport- und Veranstaltungsstätte in Hamburg. Sie befindet sich im Westen der Stadt im Bezirk Altona im Stadtteil Bahrenfeld.

## Geschichte

### Anfänge
Im Jahr 1880 gründete sich in Altona der Norddeutsche Renn- und Traber-Club, dessen Vorstand den Bau einer eigenen Wettkampfstätte beschloss. Innerhalb weniger Monate entstand auf dem Areal der heutigen Rennbahn ein Grasoval und eine Tribüne. Mit einer gut besuchten Eröffnungsfeier wurde am 20. Juni 1880 der Betrieb aufgenommen.
Eine Besonderheit waren Laufwettbewerbe, die der Hamburger Sport-Club aus Mangel an geeigneten Wettkampfstätten auf der Bahn jeweils einmal im Frühjahr und im Sommer zwischen 1881 und 1886 veranstaltete.
Um den kontinuierlichen Sportbetrieb zu gewährleisten, stellte man einen eigenen Trainer ein: Anthony Mills. Mit ihm begann die Geschichte einer berühmten Traberdynastie. 1898 wurde sein Sohn Charlie Mills auf der Rennbahn geboren. Der später auch in Frankreich so erfolgreiche „Traber-Professor“, der mit neuen Trainingsmethoden zahlreiche Klassepferde formte, machte in der Zeit zwischen den Weltkriegen mit US-Importen wie Walter Dear (Prix d’Amérique-Sieger) ebenso Furore wie mit Inländern. Mit gerade einmal 20 Jahren gewann Charlie Mills mit der Stute Raute das erste von acht deutschen Derbys. 1953 wurde an der Stelle seines Geburtshauses eine Gedenktafel enthüllt, die sich noch heute im Eingangsbereich der Rennbahn befindet.
Das 25-jährige Bestehen feierte der Norddeutsche Renn- und Traber-Club mit dem bis dato bestdotierten Rennen auf deutschem Boden. Beim Großen Deutschen Traber-Preis um 20.000 Mark triumphierte Hinrich Heitmann mit Pikant vor ausverkaufter Tribüne. Das spektakuläre Großereignis täuschte darüber hinweg, dass sich der Verein in großen finanziellen Schwierigkeiten befand. Mit Wirkung vom 10. Januar 1905 wurde die Norddeutschen Renn- und Traber-Club AG aufgelöst. Das Ende des Trabrennsports in Bahrenfeld war damit jedoch nicht besiegelt. Mit Unterstützung aus Berlin gründete sich bereits im Mai 1905 der Altonaer Renn-Club. Fortan erstarkte der Rennbetrieb in Bahrenfeld aufs Neue. 1920 wurde in Bahrenfeld der erste „Große Preis von Deutschland“ ausgetragen.

### Zerstörung und Wiederaufbau
Ein verheerender Brand bedrohte die Existenz einer aufstrebenden Sportart nach dem Ersten Weltkrieg. 1925 vernichtete das Feuer Stallungen und Tribünen in Bahrenfeld, 13 Traber starben, darunter auch die Derbysiegerin Graphit. Schon ein Jahr später präsentierte sich die Rennbahn mit modernen Gebäuden und einer Sand- statt Grasbahn sowie einer erstmals installierten Flutlichtanlage in neuem Glanz zur Wiedereröffnung. Die Wetthallen waren nun beheizt, das moderne Kunstgeläuf – erstmals ein Linkskurs – galt über Jahre hinweg als schnellste Bahn Deutschlands. Bomben des Zweiten Weltkriegs und die Nutzung durch britische Besatzungstruppen ließen den Rennbetrieb über Jahre zum Erliegen kommen. Erst 1953 gab es den Neubeginn.
Verkehrspolitische Überlegungen sorgten dann für eine Verlagerung der Bahn, was die Verantwortlichen zum Anlass nahmen, einen kompletten Umbau durchzuführen. Die heute noch (zumindest vom Grundaufbau her) bestehende Tribüne wurde 1974 eingeweiht, aber der Verein hatte sich in finanzieller Hinsicht übernommen und musste den eben erst wieder aufgenommenen Rennbetrieb bereits nach kurzer Zeit wieder einstellen. Das 1916 erworbene Gelände ging im Rahmen des Konkurses an die Stadt Hamburg.

### Die Krise des Trabrennsports der 1990er Jahre
In den 1990er Jahren ging es kontinuierlich mit dem Alltagsrennsport bergab. Man hatte versäumt, sich den Veränderungen einer anderen Zeit und anderen medialen Anforderungen anzupassen. Die Besucherzahlen gingen zurück, der Wettumsatz sank und verlagerte sich teilweise in den Bereich der renditeschwächeren Außenwette. Vor allem im Bereich des Internets und einer modernen Vermarktung verschlief man die Entwicklung restlos. Eine Großwette, die allein einen florierenden Trabrennsport in den erfolgreichen Nationen wie Frankreich oder Schweden ermöglicht, bestand mit der V6-Wette bereits, doch man versäumte, diese entsprechend zu vermarkten. Die Krise des Trabrennsports erfasste auch Hamburg, wo ein schlechtes Geläuf und marode Stallungen für Unzufriedenheit bei den Aktiven sorgten, während eine renovierungsbedürftige Tribüne und weitere negative Begleiterscheinungen für Unzufriedenheit bei den Besuchern sorgten.
Die Stadt Hamburg kündigte im Jahre 2012 an, dass auf dem Gelände der Trabrennbahn Wohnungen gebaut werden sollen. Ungeachtet dessen läuft der Rennbetrieb weiter (Stand: 2019).

## Anderweitige Nutzung der Anlage
Da der Trabrennsport allein nicht mehr kostendeckend für den Betrieb der Anlage war, wurde das Gelände nun auch anderweitig genutzt. Flohmärkte und andere Events fanden statt, als Veranstaltungsort erlebte die Rennbahn in den 1990er Jahren eine „außersportliche“ Blüte und diente als Open-Air-Bühne. Der Höhepunkt von zahlreichen Konzerten (Depeche Mode, Bob Dylan, Robbie Williams u. a.) war der Auftritt der Rolling Stones, die 1998 vor mehr als 70.000 Zuschauern spielten. Der Rennbetrieb ruhte damals wegen des Auf- und Abbaus mehr als eine Woche.
Nach einer Neuorientierung und Renovierung der Tribüne in den Jahren 2009 und 2011 bietet die Sportstätte neben dem Trabrennsport vermehrt Platz für Konzerte und Festivals, es traten bereits internationale und nationale Stars wie Bon Jovi, Status Quo, Fettes Brot und Jan Delay auf. Außerdem werden jährlich mehrere kleine Sommerfestivals mit bis zu 20.000 Besuchern hier abgehalten.